# Haywire
Haywire (2011) —en español: «Agentes secretos», «Indomable» o «La traición»— es una película del género thriller de acción dirigida por Steven Soderbergh y protagonizada por Gina Carano, Antonio Banderas, Michael Douglas, Ewan McGregor, Channing Tatum, Michael Fassbender y Sebastian Schneider.

## Sinopsis
Mallory Kane (Gina Carano) es una joven y hermosa agente que trabaja encubierta. Su jefe, Kenneth (Ewan McGregor), se encarga de ofrecer sus servicios a distintas entidades globales para llevar a cabo trabajos que los gobiernos no pueden autorizar y de los que los jefes de Estado preferirían no saber nada. A pesar de su aspecto y juventud, Mallory es la mejor en su campo y sus habilidades están muy solicitadas. Tras una misión para rescatar a un rehén en Barcelona, Kenneth asigna rápidamente a Mallory a otra misión en Dublín. Allí, se unirá a otro agente, el refinado y elegante Paul (Michael Fassbender). Cuando la operación se va al traste y Mallory descubre que la han traicionado, tendrá que servirse de todas sus habilidades, trucos y aptitudes para eludir una persecución internacional, regresar a los Estados Unidos, proteger a su familia y vengarse de todos los que la han traicionado.

## Reparto
- Gina Carano como Mallory Kane.
- Michael Fassbender como Paul.
- Ewan McGregor como Kenneth.
- Bill Paxton como John Kane.
- Channing Tatum como Aaron.
- Antonio Banderas como Rodrigo.
- Michael Douglas como Coblenz.
- Michael Angarano como Scott.
- Mathieu Kassovitz como Studer.
- Sebastian Schneider como Pablo.
- Eddie J. Fernández como Barroso.
- Anthony Brandon Wong como Jiang.
- Tim Connolly como Jason.
- Maximino Arciniega como Gómez.
- Aaron Cohen como Jamie.
- Natascha Berg como Liliana.
- Fergal O'Halloran como Hotel Clerk.

## Desarrollo
El desarrollo de la película fue anunciado en septiembre de 2009 con el título Knockout, cambiado a Haywire antes de que comenzara la producción. El guion fue escrito para ser rodada en Dublín. La película fue rodada principalmente en Irlanda; la filmación ocurrió desde el 2 de febrero de 2010 hasta el 25 de marzo de 2010 con un presupuesto de 25 millones de dólares. La producción proporcionó más de un centenar de trabajos en el área de filmación. Las primeras imágenes del set fueron liberadas el 26 de febrero de 2010.

## Respuesta de la crítica
La película ha recibido comentarios positivos de los críticos. El sitio Rotten Tomatoes ha reportado que el 80% de los comentarios han sido positivos basado en 161 comentarios. El consenso crítico del sitio es: «Haywire es un thriller rápido y enloquecedor, con puestas escénicas limpiamente organizadas que te sumergen en la acción». Claudia Puig del USA Today escribió que la película era «un thriller de espionaje vigoroso que consecuentemente mantiene la atención del espectador con sus giros narrativos. Al borde de lo complicado, funciona mejor cuando está en modo de combate». Andrew O'Hehir de Salon.com compartió una apreciación similar, diciendo: «Haywire es una producción eficiente y limpia, filmada y editada por el mismo Soderbergh y totalmente libre de las incoherentes secuencias de acción y recocidos efectos especiales que plagan de modo parecido a las películas a escala de Hollywood».
En cuanto al lado negativo, Richard Corliss de la revista Time dijo: «Carano es su propio doble, pero en las escenas de diálogo es solo patadas y nada de carisma. La combatiente de la MMA carece de la convicción que muestra tan enérgicamente en el ring. No es la heroína de Haywire sino su rehén». Keith Uhlich de la Time Out New York escribió: «Hay sorprendentemente poca emoción en ver a Carano rebotando contra las paredes y golpeando a los antagonistas».
Sin embargo, la película fue criticada duramente por el público, obteniendo un CinemaScore D+.
La película abrió en el Reino Unido en el número dos en la taquilla.

## Medios de difusión
Haywire fue lanzada en DVD y Blu-ray el 1 de mayo de 2012.